# Oxford bus company
Oxford Bus Company est l'un des principaux réseaux de transport public à Oxford. Le principal concurrent de la Oxford Bus Company est Stagecoach. Oxford est l'une des rares villes du Royaume-Uni où une telle concurrence a lieu entre des compagnies de transport public. Cela est dû à la déréglementation des réseaux de bus mis en place durant les années 1980, sous le gouvernement de Margaret Thatcher. Il est à noter que l'utilisation des transports publics à Oxford est 6 fois supérieure à la moyenne nationale du Royaume-Uni.

## Marques d'exploitation
Oxford Bus Company exploite son réseau sous plusieurs déclinaisons:
| Marque d'exploitation | Utilisé pour                                                                | Lignes exploitées                                                                                       | Image |
| --------------------- | --------------------------------------------------------------------------- | --- | ----- |
| City                  | Les bus de centre ville et de banlieue proche                               | City 2/2A/2B/2C/2D, City 3/3A/3B, City 4/4A/4B/4C, City 5, City 6/6C, City 8/9, City 13/X3/X13, City 35 |       |
| Park & Ride           | Bus express entre la banlieue et les parkings autour de la ville            | 300, 400, 500                                                                                           |       |
| X90 London            | Bus express entre Oxford et Londres                                         | X90 |       |
| Airline               | Bus entre Oxford et les aéroports de Londres Heathrow et de Londres Gatwick | LHR, LGW, OXF                                                                                           |       |
| BROOKESbus            | Bus desservant le campus de Oxford Brookes University                       | U1 (NU1), U1X, U4, U5 (NU5), U5X                                                                        |       |